# Formación Glen Rose
La Formación Glen Rose es una formación geológica datada alrededor de 112 a 99,6 millones de años atrás en el Albiense durante el Cretácico inferior, en el Parque Estatal Valle del Dinosaurio en la cañada Rose, en el estado de Texas, en Estados Unidos, incluido en el programa de Territorios Naturales Nacionales desde 1969. Cubre una zona de 6,2 kilómetros cuadrados. La litografía esa compuesta por pizarra, marga, lutolita y calizas dolomiticas

## Vía de Huellas
La vía de huellas se compone de dos diversos tipos de huellas fosilizadas. El primero pertenece a saurópodos de 9 a 15 metros de longitud, probablemente Pleurocoelus. Descubierto en 1930 por Barnum Brown y Roland T. Bird, eran las primeras huellas de saurópodos encontradas. Algunas son tan grandes como de un metro de ancho. El segundo sistema de huellas es 640 milímetros de largo y pertenecen a un carnosaurio con tres dedos largos de alrededor de 9 m de longitud. Probablemente Acrocanthosaurus. Las impresiones se creen que fueron preservadas en una zona de marea o una laguna, presionada en fango por los saurópodos en una migración y los terópodos en una partida de caza. Las partes de las pistas están oscurecidas por el paso de los años por una porción del río Paluxy parte del río Brazos. 

### ¿Huellas humanas?
Por fuera del Parque Estatal Valle del Dinosaurio, en los depósitos de la piedra caliza a lo largo del río Paluxy, se encontró un juego de huellas paralelas. Descubierto originalmente en los años 30, en los años 60 y 70 los creacionistas alegaron que se trataba de huellas de un ser humano (el " Hombre de Cañada Rose") y de un dinosaurio para apoyar su creencia en los defectos en la teoría evolutiva. Sin embargo, el conocido biólogo Massimo Pigliucci, noto que los geólogos en los años 80; han demostrado claramente que ningún ser humano dejó esas impresiones, "pero algo eran" de hecho se cree que son "huellas metatarsianas de un dinosaurio, junto con algunas falsificaciones". La familia de George Adams, el hombre que hizo originalmente las huellas, más adelante admitió era una broma. "Mi abuelo era un escultor muy bueno" dijo Zana  Douglas, de la familia de Adams que encontró muchos del dinosaurio verdaderos en la cañada Rose. Ella explicó que en los años 30 y durante la gran depresión, residentes de la cañada Rose habían hecho dinero con el alcohol ilegal y vendiendo fósiles de dinosaurio. [3] Los fósiles fueron comprados en $15 a $30 y cuando el negocio empezó a decaer, George Adams, el abuelo de Zana tallo las huellas humanas para mantener el negocio.

## Paleofauna

### foraminíferos
- Granuloreticulosea
  - Foraminiferida
    - Foraminiferida   indet.
    - Miliolidae
      - Miliolidae indet.

### Cnidarios
- Anthozoa
  - Helioporacea
    - Polytremacis hancockensis
    - Epiphaxum labyrinthicum

  - Scleractinia
    - Caryophylliidae
      - Parasmilia bullardi

    - Amphiastraeidae
      - Connectastrea infundibuliformis
      - Blothrocyathus harrisi
      - Polyphylloseris simondsi
      - Dimorpharaea barcenai

    - Acroporidae
      - Astreopora leightoni
      - Tiarasmilia casteri

    - Rhipidogyridae
      - Aplosmilia tolmachoffana

    - Microsolenidae
      - Microsolena texana

    - Heterocoeniidae
      - Heterocoenia hilli

    - Curtoseriidae
      - Mesomorpha vaughani

    - Siderastraeidae
      - Siderofungia irregularis

    - Isastreidae
      - Isastrea whitneyi

    - Faviidae
      - Orbicella whitneyi
      - Orbicella comalensis
      - Hydnophora blancoensis
      - Diploastrea harrisi
      - Eugyra cuyleri
      - Cyathomorpha damoni

    - Actinastreidae
      - Actinastrea whitneyi

    - Curtoseriidae
      - Mesomorpha vaughani

    - Haplaraeidae
      - Meandraraea plummeri
      - Meandraraea tulae

    - Montlivaltiidae
      - Complexastrea glenrosensis
      - Thecosmilia sp.

    - Astrocoeniidae
      - Astrocoenia scyphoidea

    - Cyathophoridae
      - Cyathophora haysensis

### Equinodermos
- Echinodermata
  - Echinoidea
    - Hemicidaroida
      - Loriolia rosana

  - Crinoidea
    - Semiometra
      - Solanocrinites wertheimi

### Moluscos
- Mollusca
  - Bivalvia
    - Bivalvia indet.
    - Corbulidae
      - Corbula (Carycorbula) martinae

    - Ostreidae
      - Ostreidae indet.

  - Cephalopoda
    - Ammonoidea
      - Douvilleiceras mammillatum
      - Douvilleiceras orbignyi
      - Douvilleiceras  offarcinatum
      - Douvilleiceras rex
      - Hypacanthoplites comalensis
      - Hypacanthoplites mayfieldensis
      - Hypacanthoplites cragini
      - Knemiceras nodosum
      - Knemiceras azlense
      - Knemiceras trinitense
      - Engonoceras complicatum
      - Engonoceras elegans
      - Platiknemiceras flexuosum
      - Parengonoceras roemeri

  - Gastropoda
    - Cephalaspidea
      - Actaeonella delgadoi

### Crustáceos
- Crustacea
  - Ostracoda
    - Ostracoda indet.
    - Podocopida
      - Asciocythere rotunda

  - Decapoda
    - Nephropidae
      - Homarinae indet.

### Peces
- Chondrichthyes
  - Myliobatiformes
    - Myliobatidae
      - Pseudohypolophus mcnultyi

  - Rajiformes
    - Batoidea
      - Batoidea indet.
      - Rhinobatos sp.

  - Lamniformes
    - Lamnidae
      - Leptostyrax sp.
- Osteichthyes
  - Pycnodontiformes
    - Pycnodontiformes indet.
    - Palaeobalistum sp.
    - Pycnodontidae
      - Macromesodon dumblei

  - Semionotiformes
    - Lepidotes sp.

  - Amiiformes
    - Amiiformes indet.
    - Amiidae
      - Amiidae indet.

  - Teleostei
    - Anguilliformes
      - Casierius heckelii

    - Albulidae
      - Albulidae indet.

### Reptiles
- Reptilia
  - Testudines
    - Eucryptodira
      - Eucryptodira indet.

  - Crocodylomorpha
    - Mesoeucrocodylia
      - Pachycheilosuchus trinquei

    - Crocodylia
      - Crocodylia indet

  - Pterosauria
    - Radiodactylus langstoni

### Dinosaurios
- Sauropoda
  - Titanosauriformes
    - Brachiosauridae
      - Paluxysaurus jonesi
      - Pleurocoelus nanus
- Theropoda
  - Carnosauria
    - Carcharodontosauridae
      - Acrocanthosaurus atokensis
- Ornithischia
  - Neornithischia
    - Ornithopoda
      - Ornithopoda  indet.